# 2.ª etapa do Giro d'Italia de 2023
A 2.ª etapa do Giro d'Italia de 2023 teve lugar a 7 de maio de 2023 com início na cidade de Teramo  e final no município de San Salvo sobre um percurso de 202 km. Esta foi vencida pelo italiano Jonathan Milan da equipa Bahrain Victorious, enquanto o belga Remco Evenepoel conseguiu manter a liderança.

## Percurso
À saída da cidade de Téramo situado nos montes da região de Abruzos, os corredores apanham o Mar Adriático até Alba Adriatica após 45 quilómetros para seguir a costa em direção do sudeste até Pescara. O percurso faz então uma incursão nas terras para apanhar Chieti antes de voltar ao longo da costa adriática um pouco antes Ortona (onde se mantinha a chegada da véspera). A última parte da etapa prossegue-se ao longo da costa novamente em direção do sudeste durante uns sessenta quilómetros até Marina San Salvo onde está traçada a linha de chegada. Apesar de duas cotas de 4.º categoria no programa mas localizadas longe da chegada, a vitória desta etapa com muito pouco desnível teria que se disputar ao sprint.

## Desenvolvimento da corrida
No início da etapa, um grupo de cinco corredores fizeram a corrida em cabeça. Compunham-se de Paul Lapeira (AG2R Citroën), Thomas Champion (Cofidis), Mattia Bais (Eolo-Kometa), Stefano Gandin (Corratec) e Alessandro Verre (Arkéa-Samsic). Mas o pelotão não deixa a escapada tomar demasiado de avanço. E a 38 km da chegada, os três últimos homens a regressar no pelotão são Champion, Bais e Gandin. Depois, as equipas dos sprinters controlam a corrida até ao final da etapa. Vários corredores entre eles alguns sprinters estão implicados por uma queda a aproximadamente 4 quilómetros da chegada. O sprint do pelotão foi vencido pelo jovem italiano Jonathan Milan (Bahrain Victorious) que se impõe de uma distância ante David Dekker (Arkéa-Samsic) e Kaden Groves (Alpecin Deceuninck).

## Classificação da etapa
| Téramo - San Salvo | etapa plana | (202 km) |

| \| Classificação por etapas \| Classificação por etapas \| Classificação por etapas \| Classificação por etapas \| Classificação por etapas \| \| Ciclista \| Ciclista \| Equipe \| Tempo \| \| \| ------------------------ \| ------------------------ \| ------------------------ \| ------------------------ \| ------------------------ \| \| 1. \| Jonathan Milan \| Bahrain Victorious \| 4h55m11s \| \| \| 2. \| David Dekker \| Arkéa-Samsic \| + 0s \| \| \| 3. \| Kaden Groves \| Alpecin-Deceuninck \| + 0s \| \| \| 4. \| Arne Marit \| Intermarché-Circus-Wanty \| + 0s \| \| \| 5. \| Marius Mayrhofer \| Team DSM \| + 0s \| \| \| 6. \| Pascal Ackermann \| UAE Team Emirates \| + 0s \| \| \| 7. \| Fernando Gaviria \| Movistar Team \| + 0s \| \| \| 8. \| Niccolò Bonifazio \| Intermarché-Circus-Wanty \| + 0s \| \| \| 9. \| Jake Stewart \| Groupama-FDJ \| + 0s \| \| \| 10. \| Michael Matthews \| Team Jayco AlUla \| + 0s \| \| |                   |                          |          |
| |                   |                          |          |
| Fonte: ProCyclingStats |                   |                          |          |
| Classificação por etapas |                   |                          |          |
| Ciclista | Ciclista          | Equipe                   | Tempo    |
| 1. | Jonathan Milan    | Bahrain Victorious       | 4h55m11s |
| 2. | David Dekker      | Arkéa-Samsic             | + 0s     |
| 3. | Kaden Groves      | Alpecin-Deceuninck       | + 0s     |
| 4. | Arne Marit        | Intermarché-Circus-Wanty | + 0s     |
| 5. | Marius Mayrhofer  | Team DSM                 | + 0s     |
| 6. | Pascal Ackermann  | UAE Team Emirates        | + 0s     |
| 7. | Fernando Gaviria  | Movistar Team            | + 0s     |
| 8. | Niccolò Bonifazio | Intermarché-Circus-Wanty | + 0s     |
| 9. | Jake Stewart      | Groupama-FDJ             | + 0s     |
| 10. | Michael Matthews  | Team Jayco AlUla         | + 0s     |

## Classificações ao final da etapa

### Classificação geral(Maglia Rosa)
| \| Classificação geral \| Classificação geral \| Classificação geral \| Classificação geral \| Classificação geral \| \| Ciclista \| Ciclista \| Equipe \| Tempo \| \| \| ------------------- \| ------------------- \| ------------------- \| ------------------- \| ------------------- \| \| 1. \| Remco Evenepoel \| Soudal Quick-Step \| 5h16m29s \| \| \| 2. \| Filippo Ganna \| Ineos Grenadiers \| + 22s \| \| \| 3. \| João Almeida \| UAE Team Emirates \| + 29s \| \| \| 4. \| Stefan Küng \| Groupama-FDJ \| + 43s \| \| \| 5. \| Primož Roglič \| Jumbo-Visma \| + 43s \| \| \| 6. \| Geraint Thomas \| Ineos Grenadiers \| + 55s \| \| \| 7. \| Aleksandr Vlasov \| Bora-Hansgrohe \| + 55s \| \| \| 8. \| Tao Geoghegan Hart \| Ineos Grenadiers \| + 59s \| \| \| 9. \| Brandon McNulty \| UAE Team Emirates \| + 1m00s \| \| \| 10. \| Jay Vine \| UAE Team Emirates \| + 1m05s \| \| |                    |                   |          |
| |                    |                   |          |
| Fonte: ProCyclingStats |                    |                   |          |
| Classificação geral |                    |                   |          |
| Ciclista | Ciclista           | Equipe            | Tempo    |
| 1. | Remco Evenepoel    | Soudal Quick-Step | 5h16m29s |
| 2. | Filippo Ganna      | Ineos Grenadiers  | + 22s    |
| 3. | João Almeida       | UAE Team Emirates | + 29s    |
| 4. | Stefan Küng        | Groupama-FDJ      | + 43s    |
| 5. | Primož Roglič      | Jumbo-Visma       | + 43s    |
| 6. | Geraint Thomas     | Ineos Grenadiers  | + 55s    |
| 7. | Aleksandr Vlasov   | Bora-Hansgrohe    | + 55s    |
| 8. | Tao Geoghegan Hart | Ineos Grenadiers  | + 59s    |
| 9. | Brandon McNulty    | UAE Team Emirates | + 1m00s  |
| 10. | Jay Vine           | UAE Team Emirates | + 1m05s  |

### Classificação por pontos(Maglia Ciclamino)
| Classificação por pontos | Classificação por pontos | Classificação por pontos   | Classificação por pontos | Classificação por pontos |
| Ciclista                 | Ciclista                 | Equipe                     | Pontos                   |                          |
| ------------------------ | ------------------------ | -------------------------- | ------------------------ | ------------------------ |
| 1.                       | Jonathan Milan           | Bahrain Victorious         | 50 pts                   |                          |
| 2.                       | David Dekker             | Arkéa-Samsic               | 35 pts                   |                          |
| 3.                       | Kaden Groves             | Alpecin-Deceuninck         | 25 pts                   |                          |
| 4.                       | Arne Marit               | Intermarché-Circus-Wanty   | 18 pts                   |                          |
| 5.                       | Remco Evenepoel          | Soudal Quick-Step          | 15 pts                   |                          |
| 6.                       | Fernando Gaviria         | Movistar Team              | 14 pts                   |                          |
| 7.                       | Marius Mayrhofer         | Team DSM                   | 14 pts                   |                          |
| 8.                       | Pascal Ackermann         | UAE Team Emirates          | 12 pts                   |                          |
| 9.                       | Filippo Ganna            | Ineos Grenadiers           | 12 pts                   |                          |
| 10.                      | Stefano Gandin           | Team Corratec-Selle Italia | 12 pts                   |                          |

### Classificação da montanha(Maglia Azzurra)
| Classificação da montanha | Classificação da montanha | Classificação da montanha | Classificação da montanha | Classificação da montanha |
| Ciclista                  | Ciclista                  | Equipe                    | Pontos                    |                           |
| ------------------------- | ------------------------- | ------------------------- | ------------------------- | ------------------------- |
| 1.                        | Paul Lapeira              | AG2R Citroën Team         | 6 pts                     |                           |
| 2.                        | Thomas Champion           | Cofidis                   | 4 pts                     |                           |
| 3.                        | Tao Geoghegan Hart        | Ineos Grenadiers          | 3 pts                     |                           |
| 4.                        | João Almeida              | UAE Team Emirates         | 2 pts                     |                           |
| 5.                        | Mattia Bais               | Eolo-Kometa               | 2 pts                     |                           |
| 6.                        | Marius Mayrhofer          | Team DSM                  | 1 pt                      |                           |

### Classificação dos jovens(Maglia Bianca)
| Classificação dos jovens | Classificação dos jovens | Classificação dos jovens | Classificação dos jovens | Classificação dos jovens |
| Ciclista                 | Ciclista                 | Equipe                   | Tempo                    |                          |
| ------------------------ | ------------------------ | ------------------------ | ------------------------ | ------------------------ |
| 1.                       | Remco Evenepoel          | Soudal Quick-Step        | 5h16m29s                 |                          |
| 2.                       | João Almeida             | UAE Team Emirates        | + 29s                    |                          |
| 3.                       | Brandon McNulty          | UAE Team Emirates        | + 1m00s                  |                          |
| 4.                       | Jonathan Milan           | Bahrain Victorious       | + 1m17s                  |                          |
| 5.                       | Ilan Van Wilder          | Soudal Quick-Step        | + 1m31s                  |                          |
| 6.                       | Andreas Leknessund       | Team DSM                 | + 1m37s                  |                          |
| 7.                       | Stefano Oldani           | Alpecin-Deceuninck       | + 1m56s                  |                          |
| 8.                       | Michel Hessmann          | Jumbo-Visma              | + 1m56s                  |                          |
| 9.                       | Thymen Arensman          | Ineos Grenadiers         | + 2m02s                  |                          |
| 10.                      | Ben Healy                | EF Education-EasyPost    | + 2m04s                  |                          |

### Classificação por equipas"Super team"
| Classificação por equipes | Classificação por equipes | Classificação por equipes | Classificação por equipes |
| Equipe                    | Equipe                    | Tempo                     |                           |
| ------------------------- | ------------------------- | ------------------------- | ------------------------- |
| 1.                        | UAE Team Emirates         | 15h51m30s                 |                           |
| 2.                        | Ineos Grenadiers          | + 13s                     |                           |
| 3.                        | Soudal Quick-Step         | + 32s                     |                           |
| 4.                        | Groupama-FDJ              | + 1m32s                   |                           |
| 5.                        | Bora-Hansgrohe            | + 1m38s                   |                           |
| 6.                        | Team Jayco AlUla          | + 1m40s                   |                           |
| 7.                        | Jumbo-Visma               | + 2m02s                   |                           |
| 8.                        | Bahrain Victorious        | + 2m28s                   |                           |
| 9.                        | Trek-Segafredo            | + 2m40s                   |                           |
| 10.                       | EF Education-EasyPost     | + 2m56s                   |                           |

## Abandonos
Nenhum.